# Ivan Antunović
Ivan Antunović (Požega, 16 ottobre 1995) è un calciatore croato, attaccante dello Slavonija Požega.

## Carriera

### Club
Ha giocato nella massima serie croata.

## Statistiche

### Presenze e reti nei club
Statistiche aggiornate al 31 marzo 2021.
| Stagione             | Squadra              | Campionato           | Campionato | Campionato | Coppe nazionali | Coppe nazionali | Coppe nazionali | Coppe continentali | Coppe continentali | Coppe continentali | Altre coppe | Altre coppe | Altre coppe | Totale | Totale |
| Stagione             | Squadra              | Comp                 | Pres       | Reti       | Comp            | Pres            | Reti            | Comp               | Pres               | Reti               | Comp        | Pres        | Reti        | Pres   | Reti   |
| -------------------- | -------------------- | -------------------- | ---------- | ---------- | --------------- | --------------- | --------------- | ------------------ | ------------------ | ------------------ | ----------- | ----------- | ----------- | ------ | ------ |
| 2015-2016            | Sesvete              | 2. HNL               | 31         | 10         | CC              | 0               | 0               | -                  | -                  | -                  | -           | -           | -           | 31     | 10     |
| 2016-2017            | Lokomotiva Zagabria  | 1. HNL               | 19         | 3          | CC              | 1               | 0               | UEL                | 1                  | 0                  | -           | -           | -           | 21     | 3      |
| 2017-feb. 2018       | Lokomotiva Zagabria  | 1. HNL               | 8          | 0          | CC              | 0               | 0               | -                  | -                  | -                  | -           | -           | -           | 8      | 0      |
| Totale Lok. Zagabria | Totale Lok. Zagabria | Totale Lok. Zagabria | 27         | 3          |                 | 1               | 0               |                    | 1                  | 0                  |             | -           | -           | 29     | 3      |
| feb.-giu. 2018       | Istria 1961          | 1. HNL               | 10         | 0          | CC              | 0               | 0               | -                  | -                  | -                  | -           | -           | -           | 10     | 0      |
| 2018-2019            | Sebenico             | 2. HNL               | 21         | 4          | CC              | 1               | 1               | -                  | -                  | -                  | -           | -           | -           | 22     | 5      |
| 2019-2020            | Sebenico             | 2. HNL               | 16         | 0          | CC              | 3               | 2               | -                  | -                  | -                  | -           | -           | -           | 19     | 2      |
| Totale Sebenico      | Totale Sebenico      | Totale Sebenico      | 37         | 4          |                 | 4               | 3               |                    | -                  | -                  |             | -           | -           | 41     | 7      |
| Totale carriera      | Totale carriera      | Totale carriera      | 105        | 17         |                 | 5               | 3               |                    | 1                  | 0                  |             | -           | -           | 111    | 20     |